# 제47회 NHK 홍백가합전
《제47회 NHK 홍백가합전》(일본어: 第47回NHK紅白歌合戦 다이욘주나나카이에누에이치케이코하쿠우타갓센[*])는 1996년 12월 31일에 방송된 통산 47회째인 NHK 홍백가합전이다.

## 소개
역사상 최연소 사회자로 마츠 타카코가 기용되었다.
TRF, 아무로 나미에, 카하라 토모미, globe와 고무로 패밀리의 활약이 눈에 띄었고, 카하라 토모미의 무대에서는 고무로 테츠야가 피아노 반주를 했다.

## 사회자
- 종합사회 - 미야모토 류지, 쿠사노 미츠요 아나운서
- 홍조(紅組) - 마츠 타카코
- 백조(白組) - 후루타치 이치로

## 심사원
- 아리모리 유코 : 1996년 하계 올림픽에서 여자 마라톤 동메달리스트.
- 가와구치 요시카쓰 : 1996년 하계 올림픽에서 「마이애미의 기적」의 주역.
- 에스미 마키코 : 주연 데뷔 영화 『幻の光』가 수많은 상을 수상.
- 오기 아키라 : 퍼시픽 리그와 1996년 일본 시리즈에서 오릭스 블루웨이브를 우승으로 이끈 감독.
- 시미즈 이치요 : 사상 첫 여자 쇼기 4관왕 달성.
- 나카무라 하시노스케 : 97년 방영할 NHK 대하드라마 『모리 모토나리』의 주인공 모리 모토나리 역.
- 모리 하나에 : 96년 문화훈장 수여.
- 카츠라 베이쵸 : 96년 가미가타라쿠고(오사카, 교토를 중심으로 한 만담)계에서 최초 인간국보로 지정.
- 오오이시 시즈카 : 96년 하반기 연속 TV 소설 『ふたりっ子』의 각본가.
- 스오 마사유키 : 96년 『쉘 위 댄스』가 배급수입 16억엔으로 대히트하였다.

## 출장가수
진한 글씨는 그 해 이긴 조를 나타냄.

괄호 안의 숫자는 출장횟수를 나타냄.

### 1부
- 홍조(紅組) :
  - JUDY AND MARY (1) 〈そばかす〉
  - 아이카와 나나세 (1) 〈夢見る少女じゃいられない〉
  - 카도쿠라 유키 (1) 〈女の漁歌〉
  - 나가야마 요코 (3) 〈ヨコハマ・シルエット〉
  - TRF (3) 〈LEGEND OF WIND〉
  - 나카무라 미츠코 (4) 〈人生そこそこ七十点〉
  - DREAMS COME TRUE (7) 〈そうだよ〉
  - 모리타카 치사토 (5) 〈ララ　サンシャイン〉
  - 오오츠키 미야코 (10) 〈夢日記〉
  - 미야코 하루미 (28) 〈好きになった人’96〉

- 백조(白組) :
  - 우루후루즈 (1) 〈ガッツだぜ!!〉
  - 오자와 겐지 (2) 〈大人になれば〉
  - TOKIO (3) 〈ありがとう…勇気〉
  - 토바 이치로 (9) 〈カサブランカ・グッバイ〉
  - 콘도 마사히코 (9) 〈ミッドナイト・シャッフル〉
  - 요시 이쿠조 (11) 〈エレジー～哀酒歌～〉
  - 랫츠 & 스타 (1) 〈夢で逢えたら〉
  - 고 히로미 (17) 〈2億4千万の瞳～エキゾチック・ジャパン〉
  - 마에카와 키요시 (6) 〈抱きしめて〉
  - 모리 신이치 (29) 〈夜の無言〉

### 2부
- 홍조(紅組) :
  - 아무로 나미에 (2) 〈Don't wanna cry〉
  - 카하라 토모미 (1) 〈I'm proud〉
  - 마츠다 세이코 (12) 〈あなたに逢いたくて～Missing You～〉
  - globe (1) 〈Can't Stop fallin' in Love〉
  - 안리 (3) 〈オリビアを聴きながら〉
  - 세가와 에이코 (4) 〈笑いじわ〉
  - 모리구치 히로코 (6) 〈視線〉
  - 고바야시 사치코 (18) 〈越後情話〉
  - 유키 사오리·야스다 사치코 (5) 〈この道〉
  - 와다 아키코 (20) 〈Mother〉
  - 시마쿠라 치요코 (34) 〈ときめきをさがしに〉
  - 후지 아야코 (5) 〈紅〉
  - 이시카와 사유리 (19) 〈昭和夢つばめ〉
  - 고다이 나츠코 (7) 〈鳴門海峡〉
  - 사카모토 후유미 (9) 〈夜桜お七〉

- 백조(白組) :
  - SMAP (6) 〈SHAKE〉
  - 후지이 후미야 (4) 〈Another Orion〉
  - 타마키 코지 (1) 〈田園〉
  - 고메고메 클럽 (4) 〈浪漫飛行〉
  - 미나미 코세츠 (4) 〈夢一夜〉
  - 키나시 노리타케&야마모토 조지 (1) 〈浪漫－ＲＯＭＡＮ－〉
  - 미카와 켄이치 (13) 〈北国夜曲〉
  - 샤란Q (2) 〈いいわけ〉
  - 고바야시 아키라 (7) 〈北帰行〉
  - 사다 마사시 (8) 〈案山子〉
  - 호리우치 타카오 (9) 〈遠くで汽笛を聞きながら〉
  - 타니무라 신지 (10) 〈愛に帰りたい〉
  - 호소카와 타카시 (22) 〈女のしぐれ〉
  - 이츠키 히로시 (26) 〈女の酒場〉
  - 키타지마 사부로 (33) 〈風雪ながれ旅〉